# Irina Gennadjewna Schewzowa

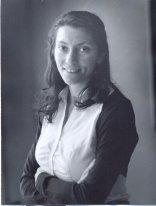
Irina Gennadjewna Schewzowa (ca. 2010)

Irina Gennadjewna Schewzowa (russisch Ирина Геннадьевна Шевцова; * 18. Februar 1983 in Mineralnyje Wody) ist eine russische Mathematikerin und Hochschullehrerin.

## Leben
Schewzowa schloss den Besuch des Gymnasiums Nr. 103 in Mineralnyje Wody 1999 mit einer Goldmedaille ab. Sie studierte dann an der Lomonossow-Universität Moskau (MGU) in der Fakultät für Computermathematik und Kybernetik (WMK) mit Abschluss 2004 mit Auszeichnung. Nach der anschließenden Aspirantur an der WMK-Fakultät der MGU bei Wiktor Jurjewitsch Koroljow mit einem Aspirantenstipendium des Präsidenten der Russischen Föderation verteidigte sie 2006 mit Erfolg ihre Dissertation über Bestimmung der Konvergenzgeschwindigkeit im Zentralen Grenzwertsatz für Summen unabhängiger Zufallsvariablen für die Promotion zur Kandidatin der physikalisch-mathematischen Wissenschaften.
2006 wurde Schewzowa Assistentin und 2011 Dozentin am Lehrstuhl für mathematische Statistik der WMK-Fakultät der MGU. Wiederholt gewann sie Stipendien der MGU. Ein Arbeitsschwerpunkt wurde die Berry-Esseen-Ungleichung. 2013 verteidigte sie mit Erfolg ihre Doktor-Dissertation über Optimierung der Bestimmungsgenauigkeit der Normal-Approximation für Grenzwerte von Summen unabhängiger Zufallsvariablen für die Promotion zur Doktorin der physikalisch-mathematischen Wissenschaften. Es folgte die Ernennung zur Professorin. Sie entwickelte eine Theorie der stochastischen Tomografie und der Wavelet-Analyse. Sie bewies neue Grenzwertsätze im Hinblick auf Wavelet-Zerlegungen und Radon-Transformationen.

## Ehrungen, Preise
- Goldmedaille des I. Allrussischen Wettbewerbs für junge Wissenschaftler im Bereich Angewandte- und industrielle Mathematik (2007)
- Preis der Academia Europaea (2010)
- Preis des Verlags MAIK Nauka / Interperiodica für die beste Veröffentlichung (2014)
- Preis des Wettbewerbs der Russischen Akademie der Wissenschaften für junge Wissenschaftler (2015)
- Preis der Regierung Moskaus für junge Wissenschaftler (2017)[2]